# Active Desktop
Active Desktop var en teknik och ett koncept som innebar att man kunde placera dynamiska webbsidor direkt på skrivbordet. Tekniken infördes i Internet Explorer 4 för Windows 95 och senare i Windows 98.
Active Desktop tog mycket minne och krånglade mycket så trenden dog ut. I Microsoft Vista är Active Desktop bortplockat och utbytt med Sidebar som har en liknande funktion men använder sig av den modernare RSS-tekniken för att presentera nyhetsinnehåll.
Active Desktop följde med som uppdatering i Internet Explorer 4-paketet. Användaren fick i installationen välja om man ville ha den uppdateringen och svarade man ja skedde det några smärre förändringar i användargränssnittet och dess beteende. Efter installation dök bland annat genvägar upp i aktivitetsfältet, kanalfält på skrivbordet och startmenyn fick några nya intressanta funktioner. Dessa funktioner tog dock mycket minne i anspråk och kunde ställa till en del problem med olika program, vilket kan vara en av anledningarna till att tekniken hamnade i mörker.
Microsoft har valt att inte göra Vistas Sidebar tillgänglig för Windows XP, vilket man gjorde med Active Desktop för Windows 95. Däremot har tredjepartstillverkare skapat både kommersiella och fria kloner av sidebaren som kan köras i XP.